# Cinéma-théâtre Varia
Le cinéma et théâtre Varia, construit de 1910 à 1913, est un vaste édifice de style éclectique teinté d'Art nouveau, situé à Jumet, section de la ville de Charleroi. 
Rare exemple subsistant encore de théâtre cinématographique antérieur à la Première Guerre mondiale, c'est un bâtiment de béton armé paré d'une façade Art nouveau et conçu par l'architecte liégeois Émile Claes.   
Cet établissement a vécu de nombreuses vies. Il a été théâtre et scène de music-hall, on y a applaudi notamment Jacques Brel et Bourvil, et aussi cinéma et finalement dancing avec la troupe des Germinettes créée par Germaine Willig le 19 mai 1947.    
En 1992, en raison de leur valeur architecturale, et bien qu'ils n’aient cessé de se dégrader, les façades et un versant de toiture sont classés monuments historiques. En 2000, l'Institut du patrimoine wallon devient propriétaire du théâtre.   

## Architecture

### Façade

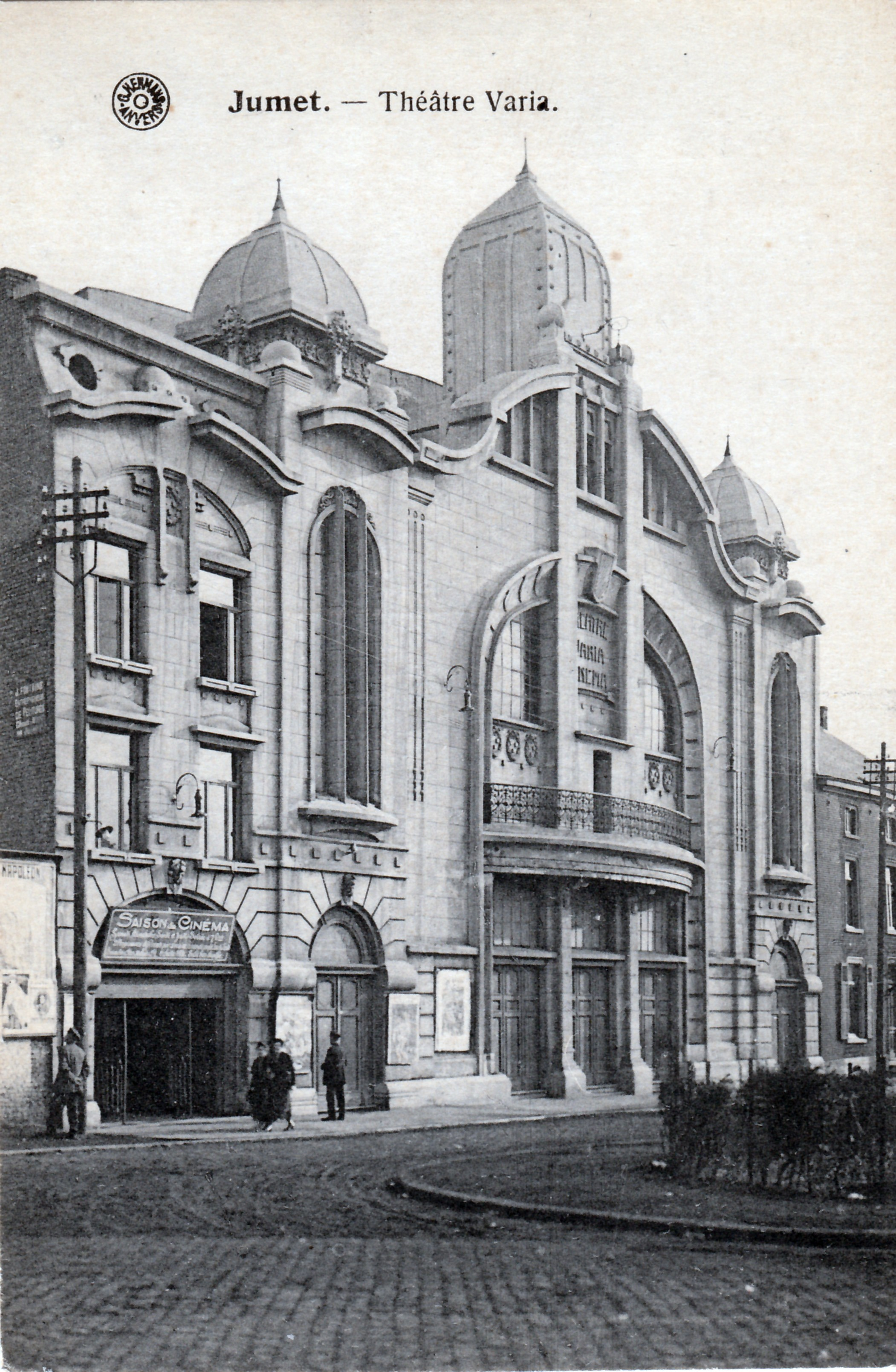
Facade du Cinéma Théâtre Varia 1920
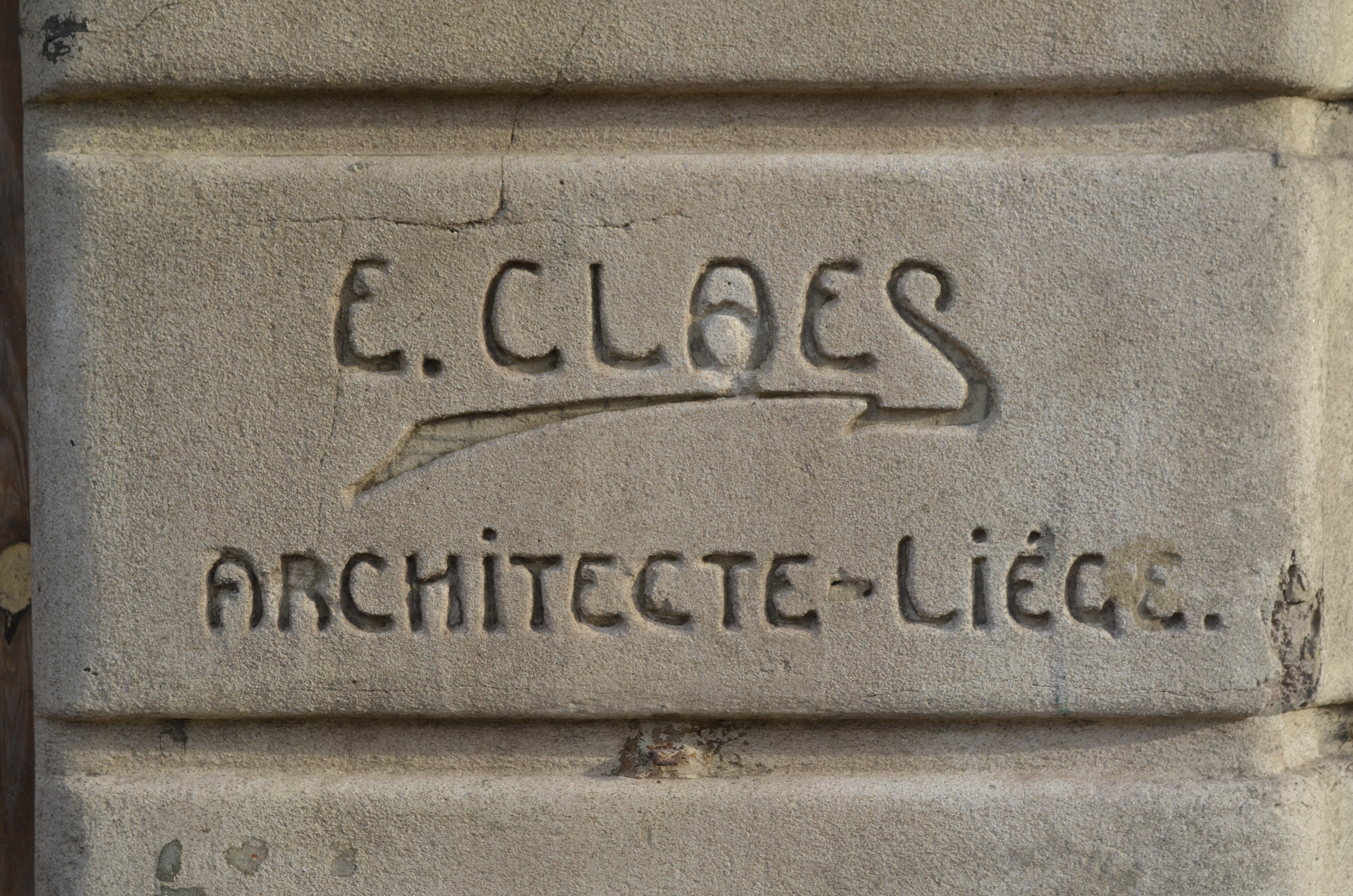
Signature de l'architecte sur la façade du Varia

### Architecture et décoration intérieures

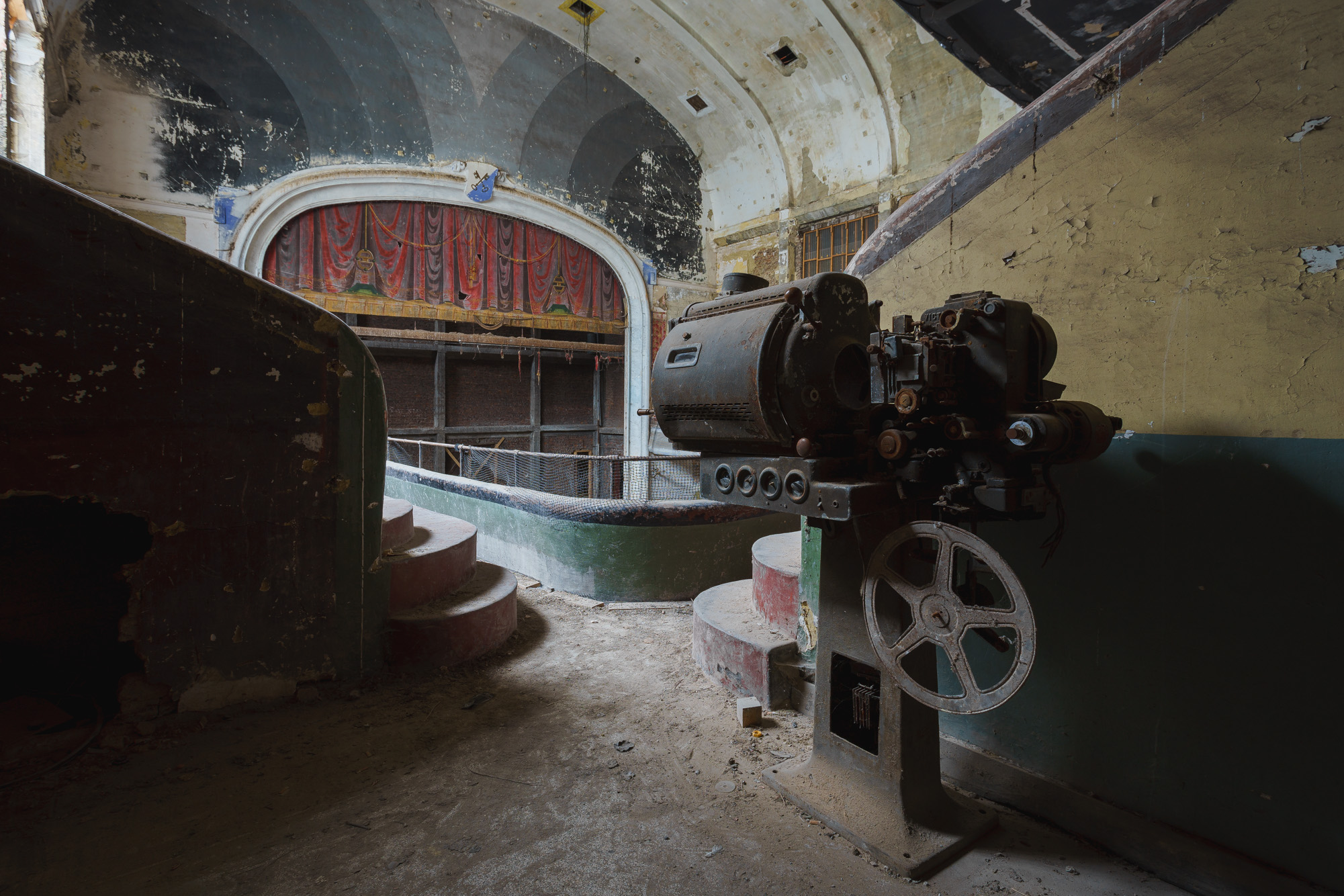
Vue 4/3 depuis l'escalier d'accès au balcon.
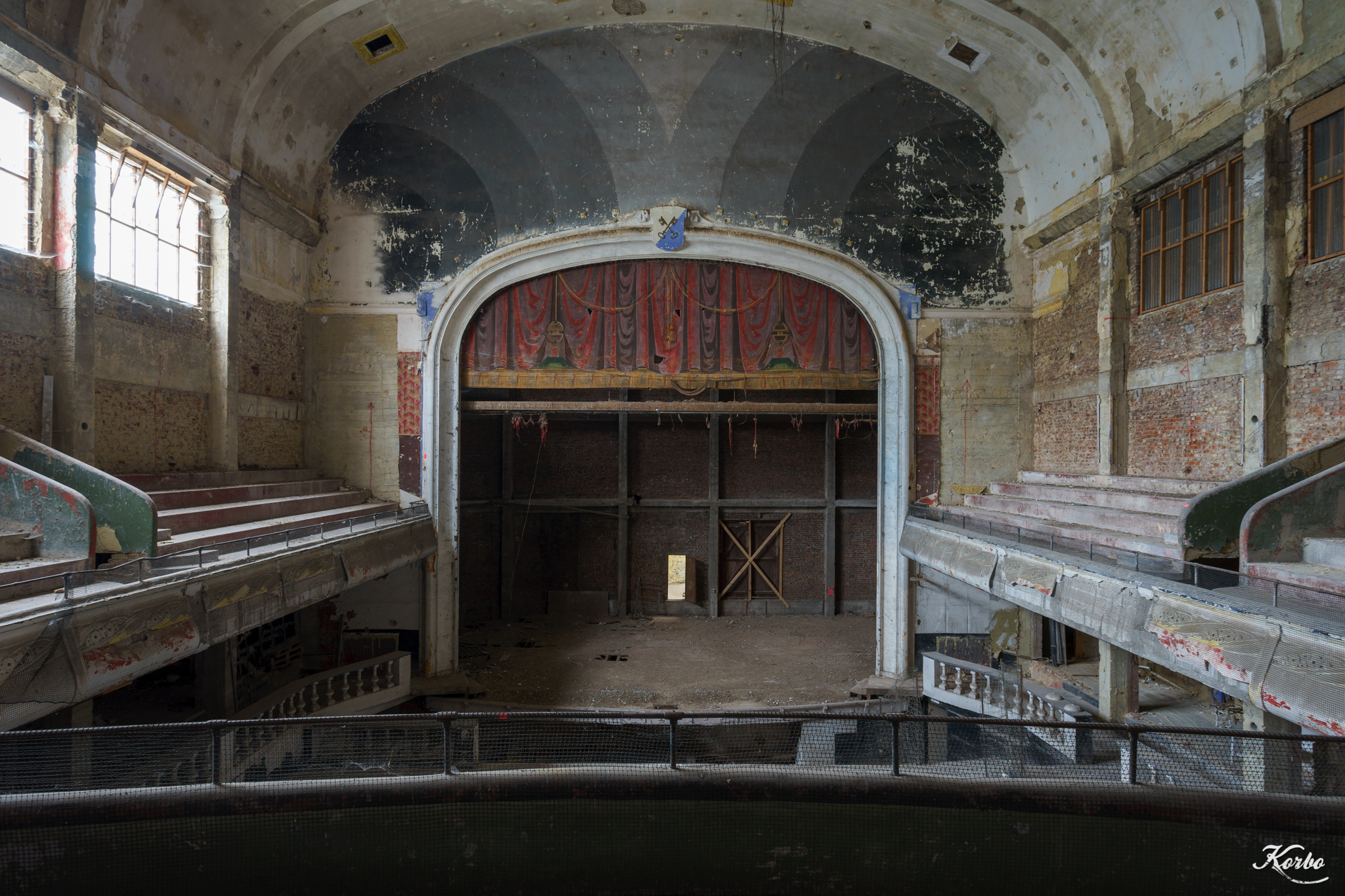
Vue depuis le Balcon supérieure.
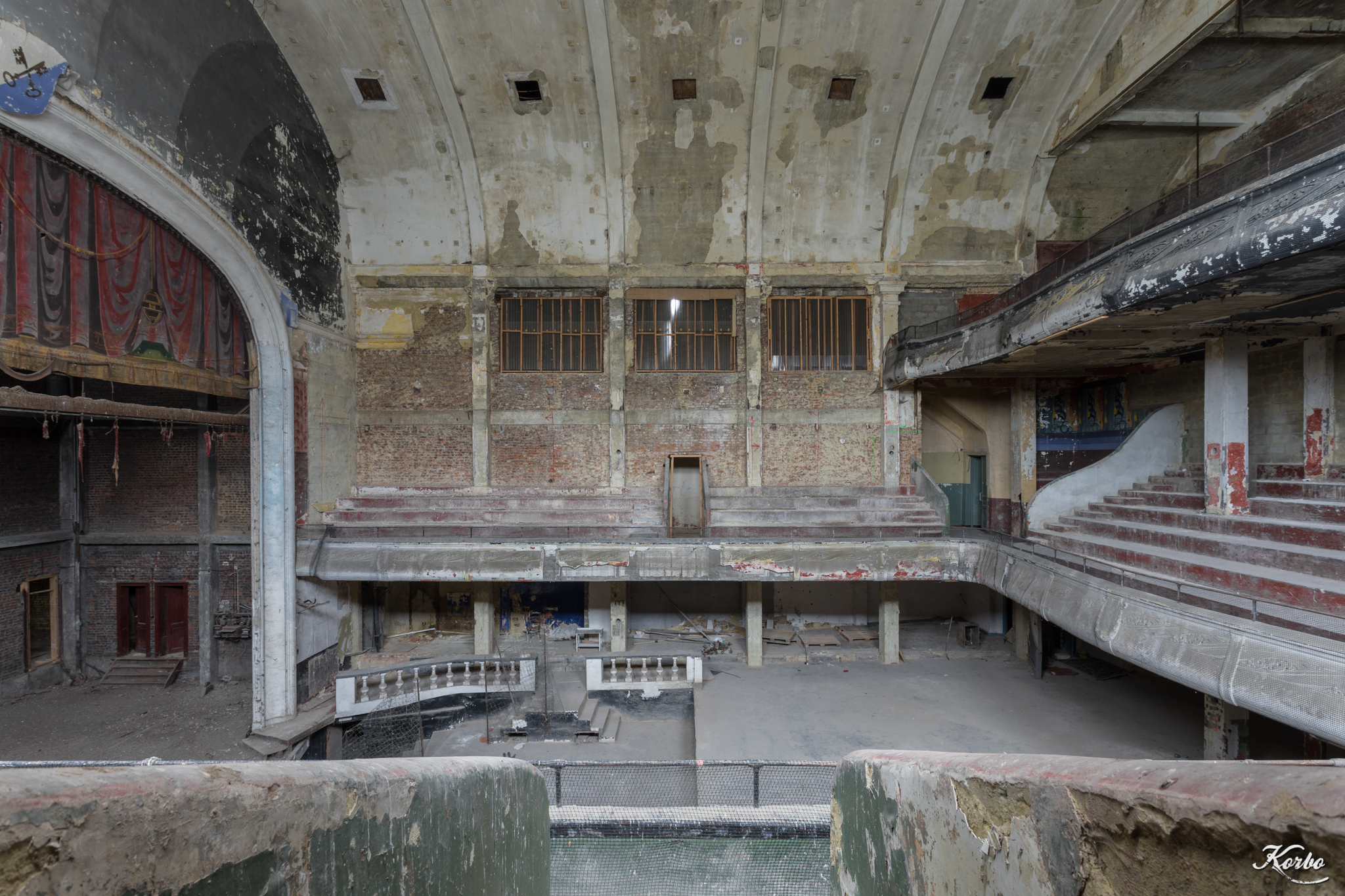
Vue depuis le premier étage.
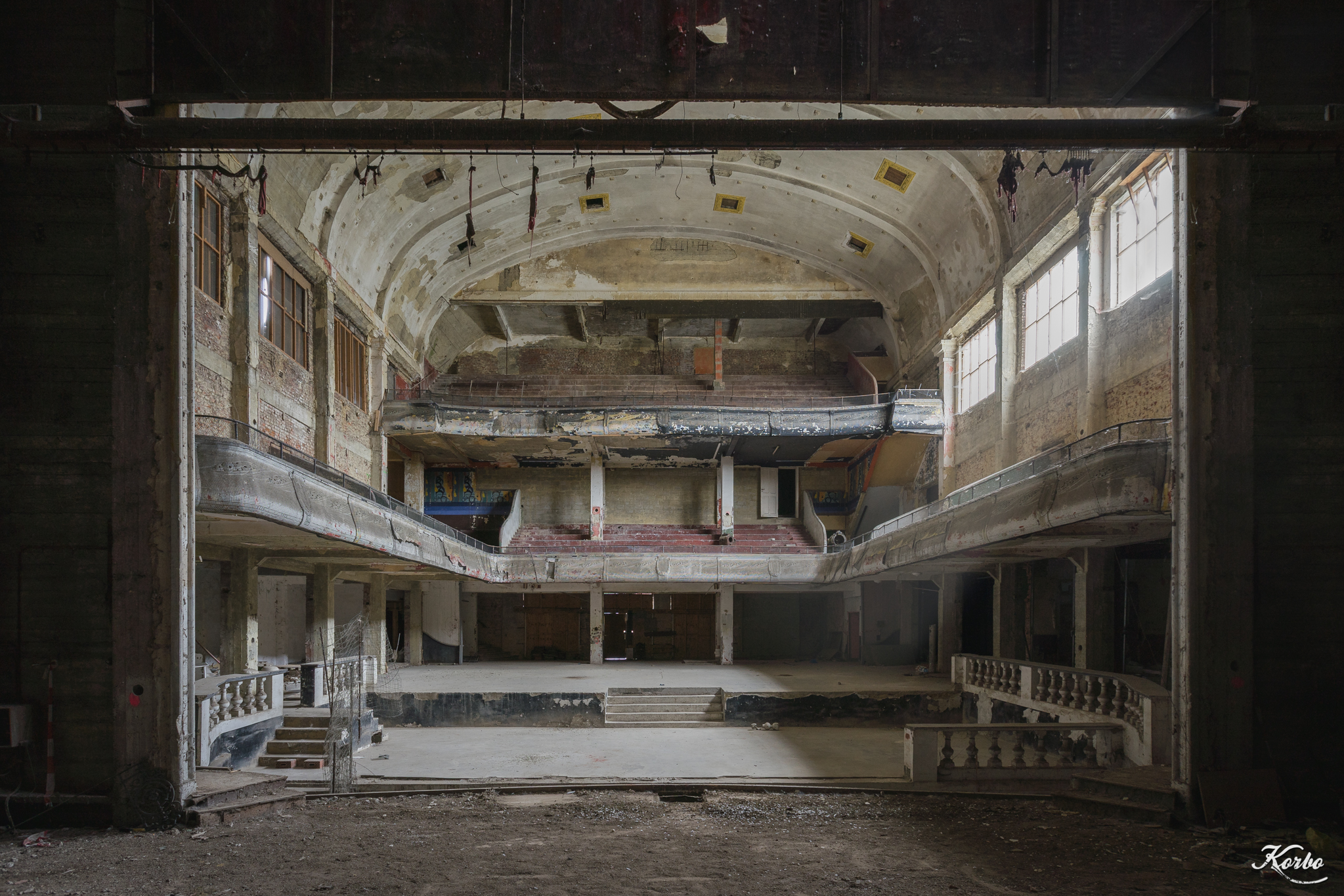
Behind of the Varia theater.
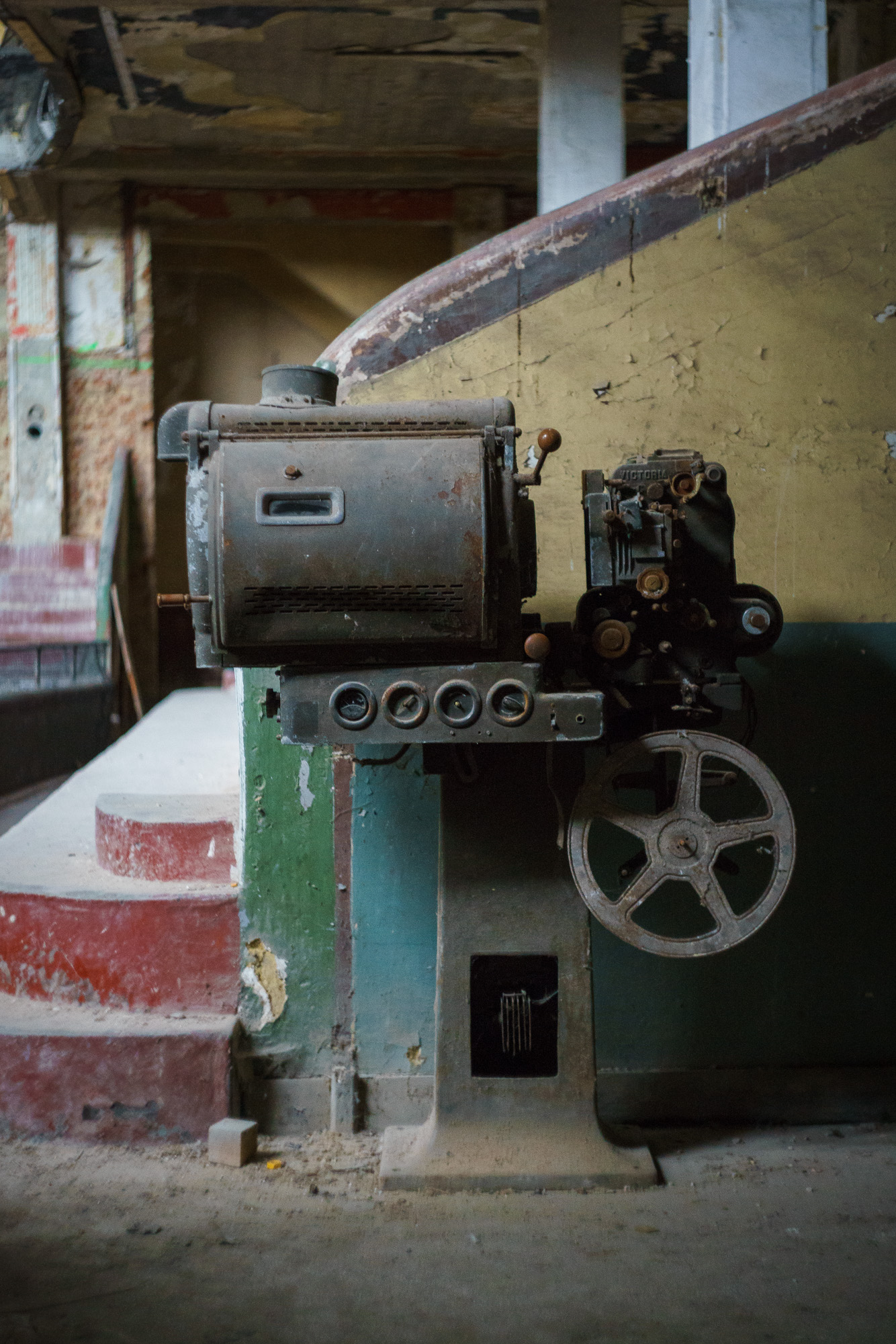
Projecteur Cinemeccanica Victoria VI-C
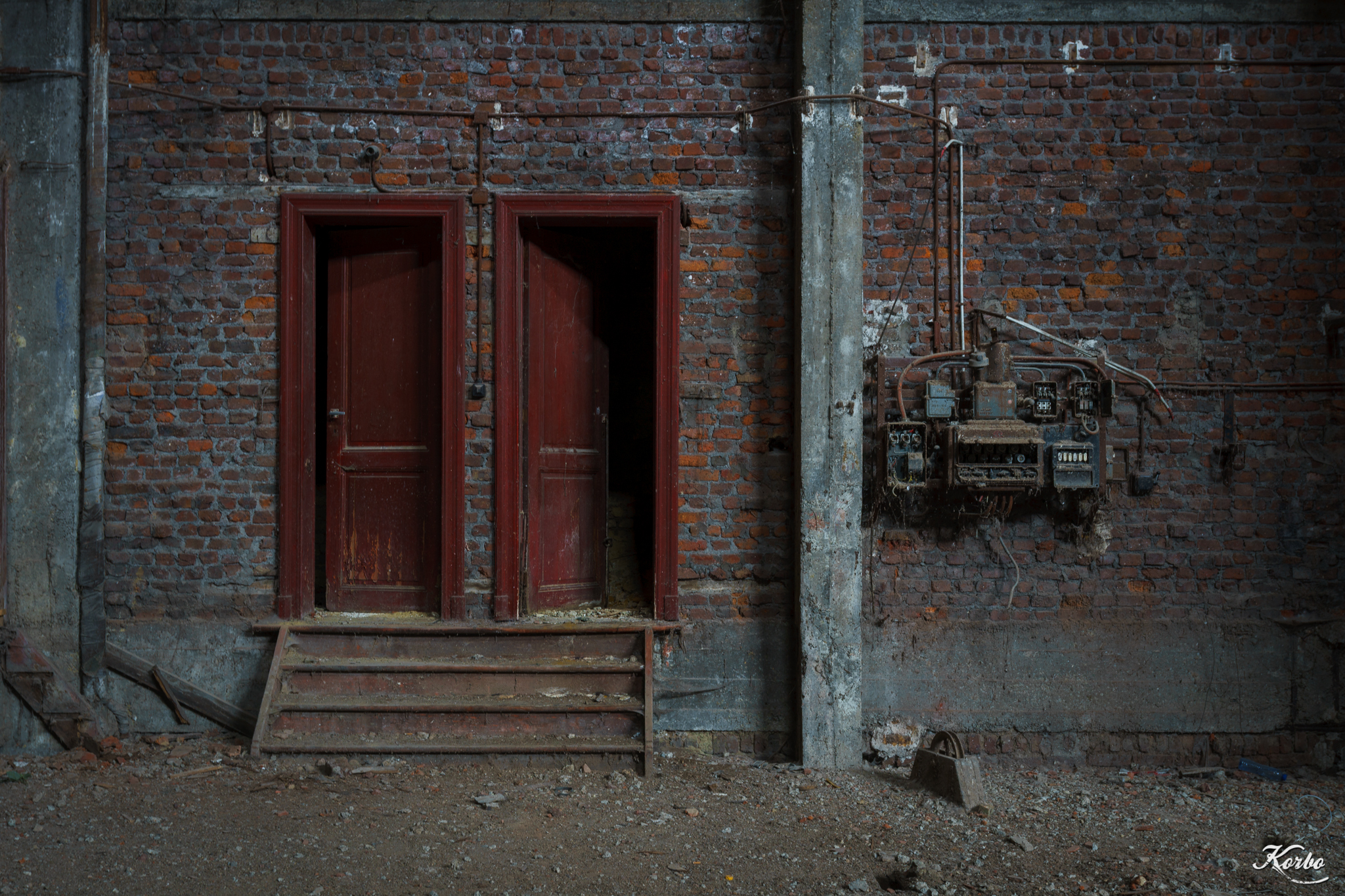
Panneau électrique d'époque.
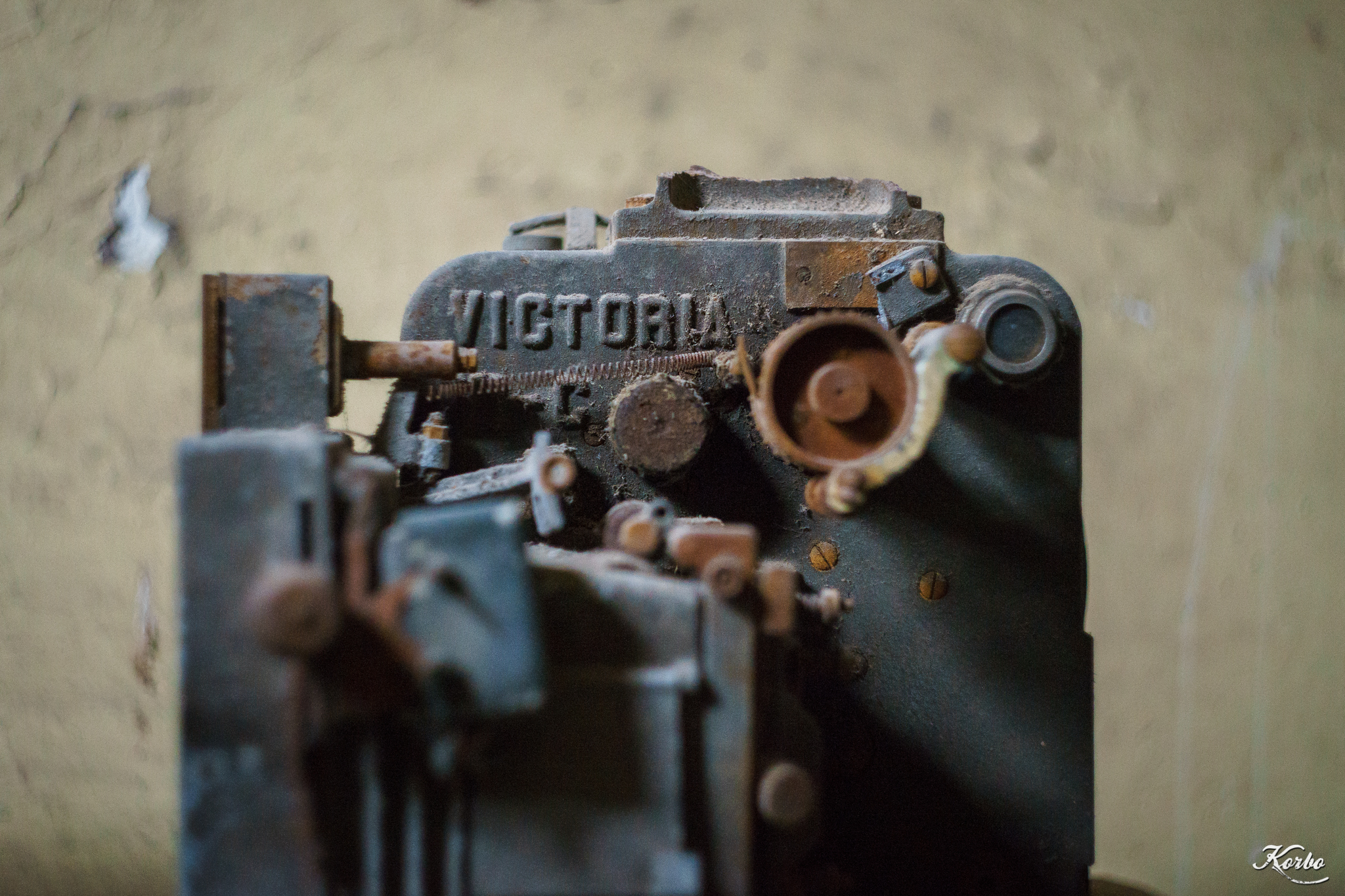
Vue de la partie supérieure de la Cinemeccanica Victoria VI-C.

### Restauration et rénovation
En 2000, l'Institut du patrimoine wallon achète le bâtiment pour la somme de 200 000 euros et répare la toiture et les bétons structurels pour 315 000 euros. Des projets voient le jour, mais le manque de places de parking est un obstacle pour un faire en lieu culturel. En septembre 2021, le pouvoir politique local souhaite aller de l'avant afin de donner une affection à ce lieu. 

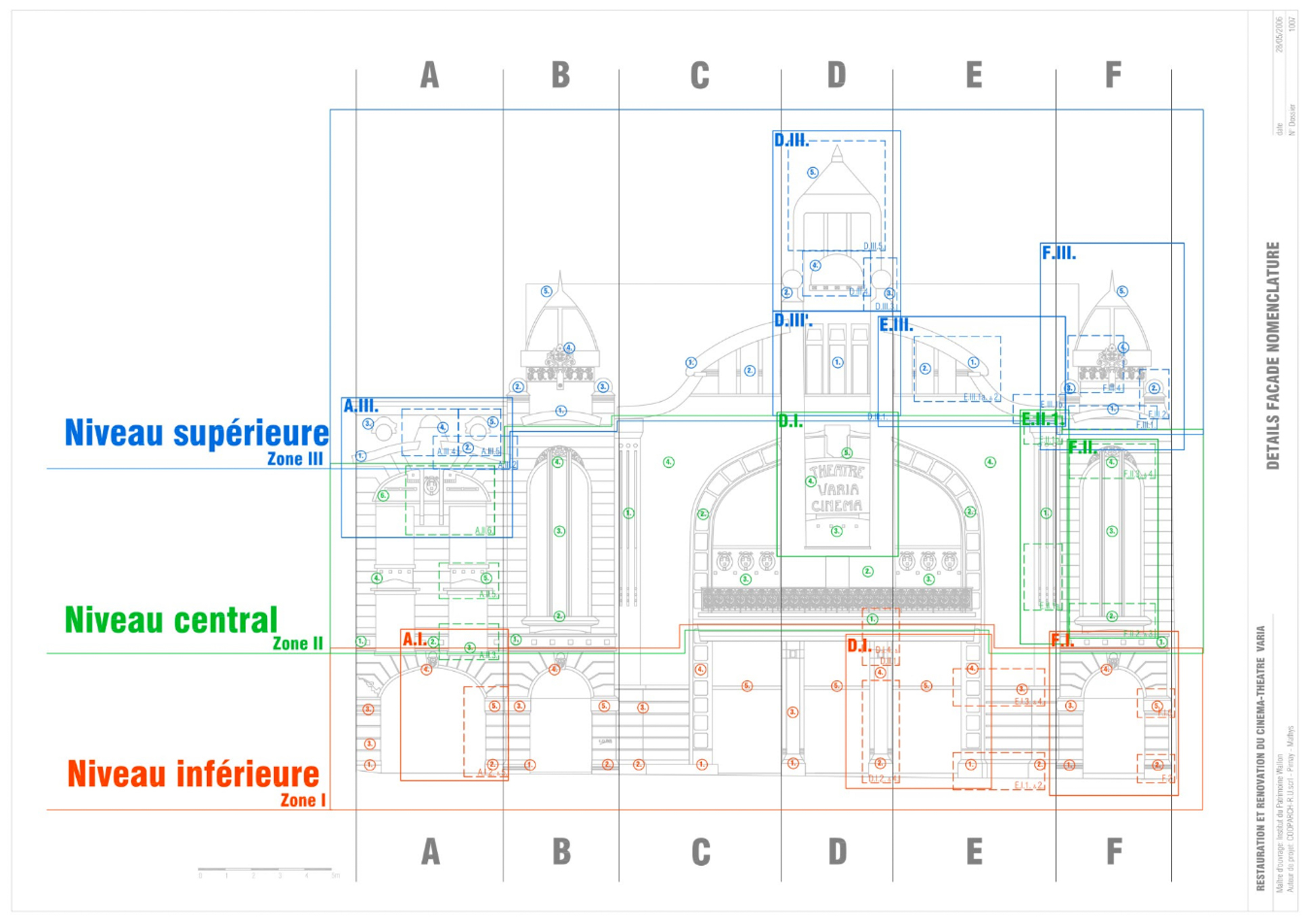
Detail façade nomenclature
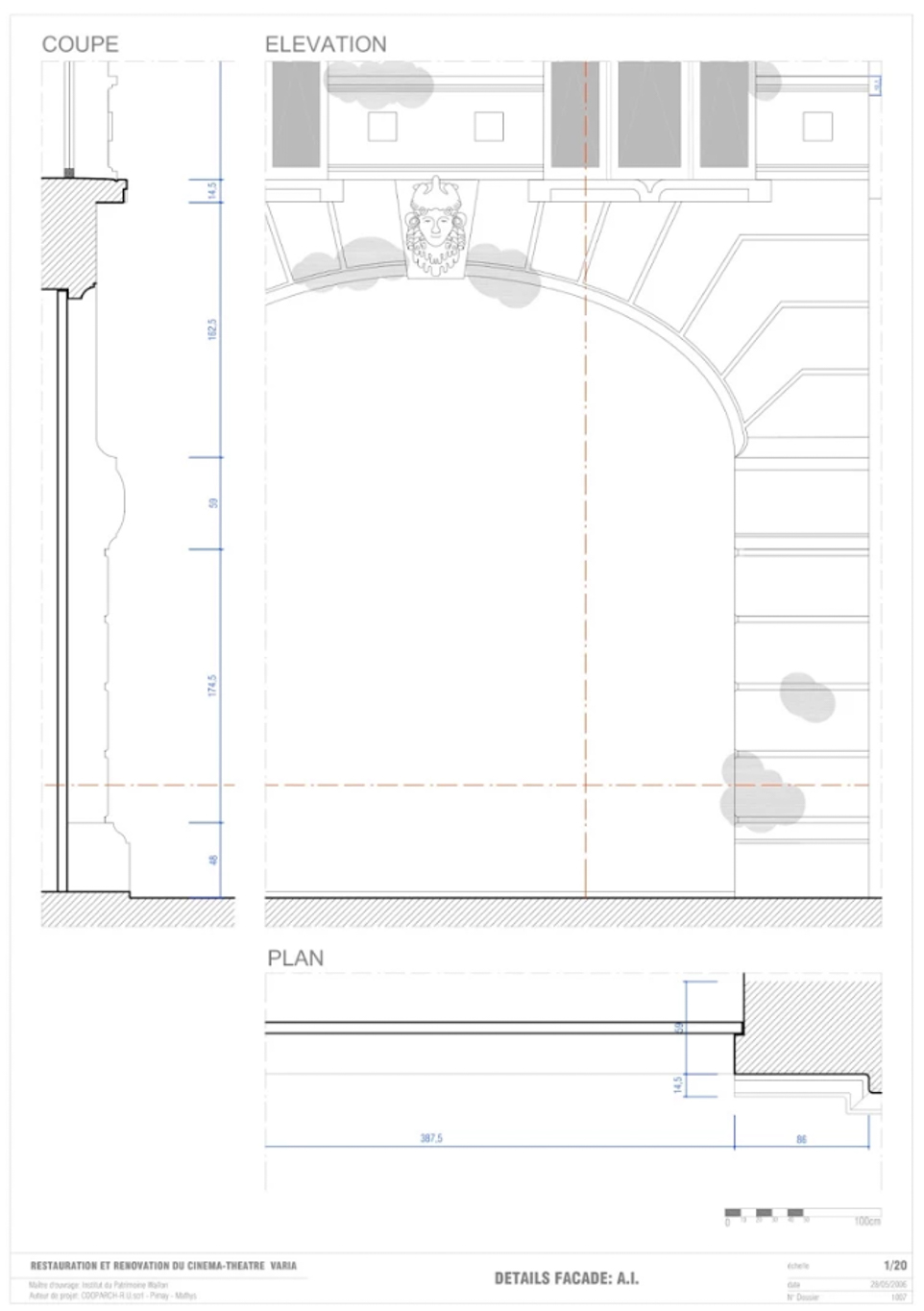
Détail façade A.I.
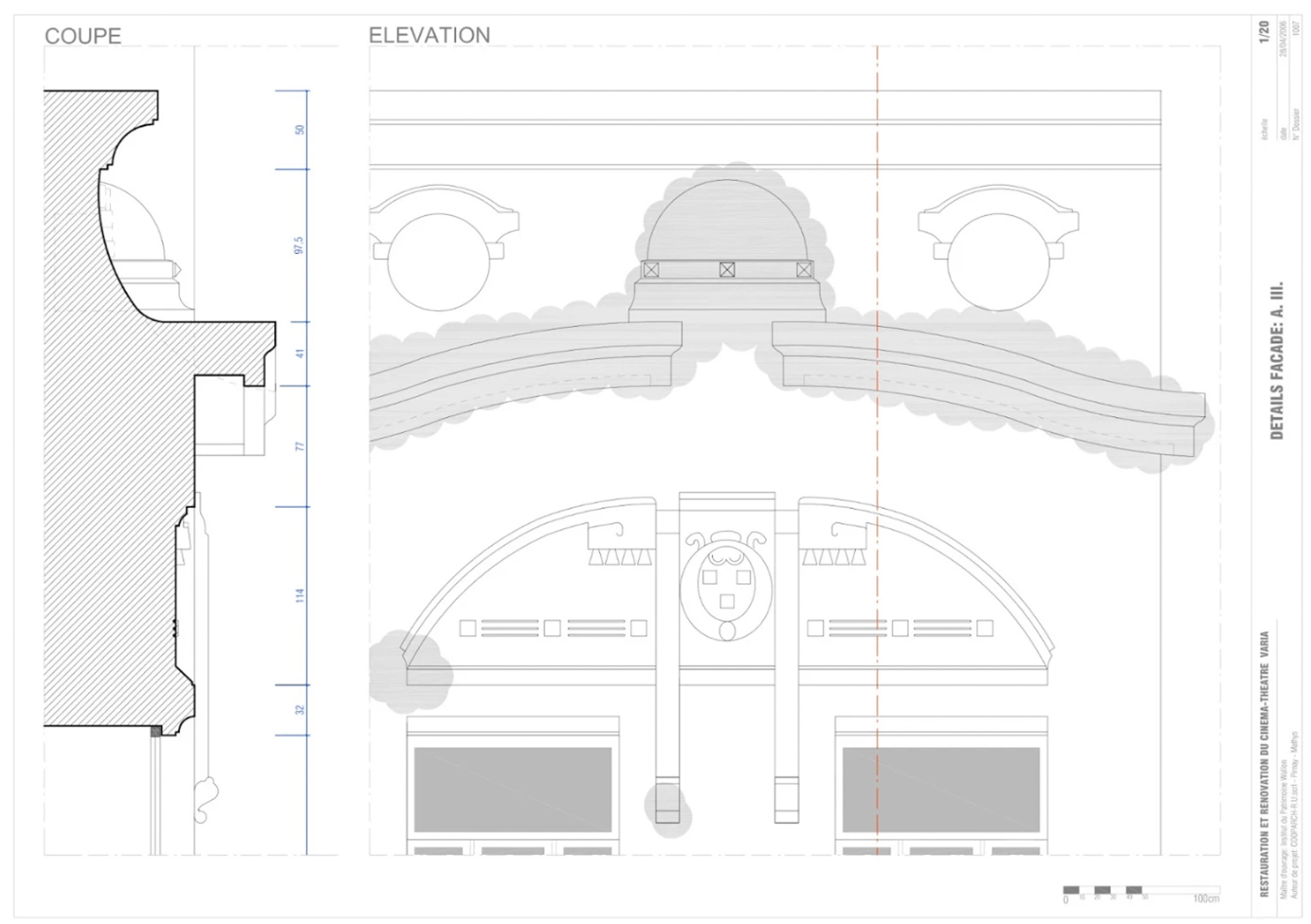
Détail façade A.III